# Bình Thạnh, Đức Trọng
Bình Thạnh là một xã thuộc huyện Đức Trọng, tỉnh Lâm Đồng, Việt Nam.

## Địa lý
Xã Bình Thạnh cách thị trấn Liên Nghĩa 12 km, có vị trí địa lý:
- Phía đông giáp xã N'Thol Hạ
- Phía tây và phía bắc giáp huyện Lâm Hà
- Phía nam giáp xã Tân Hội.

Xã Bình Thạnh có diện tích 16,37 km², dân số năm 2022 là 8.787 người, mật độ dân số đạt 536 người/km².

## Hành chính
Xã Bình Thạnh được chia thành 4 thôn: Thanh Bình 1, Thanh Bình 2, Thanh Bình 3, Kim Phát.

## Kinh tế
Kinh tế của xã nhiều nhất là cây cà phê, bên cạnh đó còn trồng dâu, nuôi tằm, chăn nuôi heo, bò, gà.
Dân cư: Thành phần dân tộc chủ yếu là người Kinh, nguyên quán từ Thanh Hóa, Ninh Bình, Nam Định, Hà Nội di cư khai mở ra xã.

## Văn hóa
Đạo công giáo chiếm 90%, đạo Phật và các tôn giáo khác chiếm 10%.
Giáo xứ: Thanh Bình, Thánh Giuse (Bình Thạnh), Kim Phát.